# Peever
Peever ist ein Dorf im Roberts County im US-Bundesstaat South Dakota mit einer Fläche von 0,4 km². Das U.S. Census Bureau hat bei der Volkszählung 2020 eine Einwohnerzahl von 180 ermittelt.

## Demografische Daten
Das durchschnittliche Einkommen eines Haushalts liegt bei 23.333 USD, das durchschnittliche Einkommen einer Familie bei 24.583 USD. Männer haben ein durchschnittliches Einkommen von 21.719 USD gegenüber den Frauen mit durchschnittlich 20.625 USD. Das Pro-Kopf-Einkommen liegt bei 8695 USD. 36,2 % der Einwohner und 30,6 % der Familien leben unterhalb der Armutsgrenze. 46,4 % der Einwohner sind unter 18 Jahre alt und auf 100 Frauen ab 18 Jahren und darüber kommen statistisch 86,7 Männer. Das Durchschnittsalter beträgt 22 Jahre (Stand: 2000).